# Бейлшмидия
Бейлшмидия (также бейльшмиедия;байльшмидия; беллото; лат. Beilschmiedia) — род древесных растений семейства Лавровые (Lauraceae), распространённый в тропических и субтропических областях.

## Биологическое описание
Вечнозелёные кустарники или деревья. Листья супротивные или очерёдные, цельные, перистонервные.
Цветки мелкие, обоеполые. Околоцветник из 6 (8) долей; трубка короткая. Тычинок (6 или 8) 9. Плод ягодовидный.
Для видов бейлшмидии характерна орнитофилия: их плоды поедаются и распространяются птицами. Внутри стеблей некоторых видов бейлшмидии — например, бейлшмидии мирмекофильной (Beilschmiedia myrmecophila), — поселяются муравьи: они выгрызают сердцевину побегов, оставляя отверстия для входа в их верхней части.

## Таксономия
Beilschmiedia Nees, Pl. Asiat. Rar. (Wallich) 2: 61, 69 (1831)
Род назван в честь немецкого ботаника Карла Трауготта Байльшмида.

### Синонимы
- Afrodaphne Stapf (1905)
- Anaueria Kosterm. (1938)
- Bielschmeidia Pancher & Sebert (1874), orth. var.
- Beilschmidtia Rchb. (1841), orth. var.
- Bellota Gay (1849)
- Bernieria Baill. (1884)
- Boldu Nees (1833)
- Hufelandia Nees (1833)
- Lauromerrillia C.K.Allen (1942)
- Nesodaphne Hook.f. (1853)
- Purkayasthaea C.S.Purkay. (1938)
- Thouvenotia Danguy (1920)
- Tylostemon Engl. (1898)
- Wimmeria Nees ex Meisn. (1864)

## Виды
По информации базы данных The Plant List (2013), род включает 287 видов. Некоторые из них:
- Beilschmiedia berteroana (Gay) Kosterm. — Бейлшмидия икотниковая
- Beilschmiedia fulva Robyns & R.Wilczek
- Beilschmiedia myrmecophila Kosterm. — Бейлшмидия мирмекофильная
- Beilschmiedia roxburghiana Nees typus[10]
- Beilschmiedia tarairi (A.Cunn.) Kirk
- Beilschmiedia tawa (A.Cunn.) Kirk